# Chorom
Chorom – dom mieszkalny bogatego ruskiego kupca lub bojara.
Choromy były budowlami drewnianymi o typie częściowo pałacowym, wznoszone głównie w XVI i XVII wieku. Chorom składał się zwykle z kilku lub kilkunastu fragmentów (mniejszych budowli) stykających się ze sobą i często pokrytych odrębnymi dachami o różnych formach, niekiedy opatrzony również jedną lub dwiema wysokimi wieżami.